# Jim Bechtel
James Bechtel, detto Jim (1952), è un giocatore di poker e agricoltore statunitense, campione del mondo di poker nel 1993.
Bechtel arrivò secondo in un evento delle World Series of Poker 1979, eliminato da Perry Green all'evento di Texas hold 'em senza limite con buy-in da 1.500$.
Alle WSOP 1993 vinse il Main Event, arrivando al tavolo finale con 631.000 chips, in seconda posizione. Eliminò Mansour Matloubi, campione delle WSOP 1990 e John Bonetti.
Il testa a testa finale durò appena due mani contro Glenn Cozen, il quale, rimasto molto corto, andò ai resti al preflop con 7♦ 4♥: Bechtel chiamò senza nemmeno guardare le sue carte: J♣ 6♦. Le carte comuni furono 10♦ 8♠ 2♣ 2♣ 5♦: Bechtel vinse la mano e il torneo con un punto molto basso, il Jack alto. Era dai tempi di Hal Fowler, che vinse il Main Event delle WSOP 1979, che non vinceva un giocatore amatoriale.
Successivamente è giunto ai premi nel Main Event delle WSOP 1986 (13º posto), in quello delle WSOP 1988 (6º posto) e del 2001 (23º posto).
Brechtel ha inoltre raggiunte il tavolo finale delle l'evento H.O.R.S.E. con buy-in da 50.000$ delle World Series of Poker 2006: giunse quarto vincendo 549.120$.
Sino al 2011 ha vinto in tornei dal vivo più di 2.500.000$.